# Cane pecoraio varbutu
Il cane pecoraio varbuto (in siciliano: cani varbutu picurariscu o varbuteddu) è un cane da pastore siciliano in via di estinzione.

## Origine
Si rintraccia limitatamente alle alture di una parte centrale della Sicilia, nei territori agrigentini dei monti Sicani di: San Giovanni Gemini/Cammarata, Santo Stefano Quisquina, Bivona e dintorni.

## Attitudine
Tutore e conduttore di greggi.

## Caratteristiche
Il cane pecoraio varbuto è differente dallo spinusu sicano e dallo spino degli Iblei infatti ha una barbetta che scende sulle facce del muso e all'altezza della giogaia si allunga un po' di più a mo' di pizzetto, il colore del mantello è in genere nero, di media lunghezza e liscio, con barbetta bianca. I vecchi pastori affermano che coesisteva col cane di Mannara ed è resistentissimo alle intemperie.